# Championnat du monde masculin de curling 1999
Navigation
Édition précédente Édition suivante
Le Championnat du monde masculin de curling 1999 (nom officiel : Ford World Men's Curling Championship) est la 41e édition de cette compétition de curling.

Il a été organisé au Canada dans la ville de Saint-John; dans l'Harbour Station du 3 au 11 avril 1999.

## Équipes
| Canada | Danemark | Finlande | Allemagne |
| --- | --- | --- | --- |
| Charleswood CC, Winnipeg, Manitoba Skip: Jeff Stoughton Third: Jon Mead Second: Garry Vandenberghe Lead: Doug Armstrong Remplaçant : Steve Gould     | Hvidovre CC, Hvidovre Skip: Ulrik Schmidt Third: Lasse Lavrsen Second: Brian Hansen Lead: Carsten Svensgaard Remplaçant : Frants Gufler   | Vierumäki CR, Vierumäki Skip: Markku Uusipaavalniemi Third: Wille Mäkelä Second: Tommi Häti Lead: Jari Laukkanen Remplaçant : Raimo Lind | Füssen CC, Füssen Skip: Andy Kapp Third: Uli Kapp Second: Oliver Axnick Lead: Holger Höhne Remplaçant : Sebastian Linkemann           |
| Nouvelle-Zélande | Norvège | Écosse | Suède |
| Ranfurly CC, Ranfurly Skip: Sean Becker Third: Hans Frauenlob Second: Jim Allan Lead: Lorne de Pape Remplaçant : Darren Carson                       | Stabekk CC, Oslo Skip: Pål Trulsen Third: Lars Vågberg Second: Flemming Davanger Lead: Bent Ånund Ramsfjell Remplaçant : Thomas Ulsrud    | Inverness CC, Inverness Skip: Hammy McMillan Third: Warwick Smith Second: Ewan MacDonald Lead: Peter Loudon Remplaçant : Gordon Muirhead | Sundsvalls CK, Sundsvall Skip: Per Carlsén Third: Mikael Norberg Second: Tommy Olin Lead: Niklas Berggren Remplaçant : Jan Strandlund |
| Suisse | États-Unis | | |
| Lausanne-Olympique CC, Lausanne Skip: Patrick Hürlimann Third: Dominic Andres Second: Martin Romang Lead: Diego Perren Remplaçant : Patrik Lörtscher | St. Paul CC, Saint-Paul Skip: Tim Somerville Third: Don Barcome Jr. Second: Myles Brundidge Lead: John Gordon Remplaçant : Mark Haluptzok | | |

## Classement
| Pays             | Skip                   | V | D |
| ---------------- | ---------------------- | - | - |
| Canada           | Jeff Stoughton         | 8 | 1 |
| Écosse           | Hammy McMillan         | 6 | 3 |
| États-Unis       | Tim Somerville         | 6 | 3 |
| Suisse           | Patrick Hürlimann      | 5 | 4 |
| Norvège          | Pål Trulsen            | 5 | 4 |
| Danemark         | Ulrik Schmidt          | 5 | 4 |
| Allemagne        | Andy Kapp              | 4 | 5 |
| Finlande         | Markku Uusipaavalniemi | 4 | 5 |
| Suède            | Per Carlsén            | 2 | 7 |
| Nouvelle-Zélande | Sean Becker            | 0 | 9 |

*Légende: V = Victoire - D = Défaite

## Résultats

### Match 1
| Équipes          | 1 | 2 | 3 | 4 | 5 | 6 | 7 | 8 | 9 | 10 | Total |
| ---------------- | - | - | - | - | - | - | - | - | - | -- | ----- |
| Suède (Carlsén)  | – | – | – | – | – | – | – | – | – | –  | 4     |
| Allemagne (Kapp) | – | – | – | – | – | – | – | – | – | –  | 10    |

| Équipes            | 1 | 2 | 3 | 4 | 5 | 6 | 7 | 8 | 9 | 10 | Total |
| ------------------ | - | - | - | - | - | - | - | - | - | -- | ----- |
| Danemark (Schmidt) | – | – | – | – | – | – | – | – | – | –  | 7     |
| Écosse (McMillan)  | – | – | – | – | – | – | – | – | – | –  | 0     |

| Équipes            | 1 | 2 | 3 | 4 | 5 | 6 | 7 | 8 | 9 | 10 | Total |
| ------------------ | - | - | - | - | - | - | - | - | - | -- | ----- |
| Norvège (Trulsen)  | – | – | – | – | – | – | – | – | – | –  | 9     |
| Suisse (Hürlimann) | – | – | – | – | – | – | – | – | – | –  | 6     |

| Équipes                   | 1 | 2 | 3 | 4 | 5 | 6 | 7 | 8 | 9 | 10 | Total |
| ------------------------- | - | - | - | - | - | - | - | - | - | -- | ----- |
| Nouvelle-Zélande (Becker) | – | – | – | – | – | – | – | – | – | –  | 5     |
| États-Unis (Somerville)   | – | – | – | – | – | – | – | – | – | –  | 8     |

| Équipes                    | 1 | 2 | 3 | 4 | 5 | 6 | 7 | 8 | 9 | 10 | Total |
| -------------------------- | - | - | - | - | - | - | - | - | - | -- | ----- |
| Canada (Stoughton)         | – | – | – | – | – | – | – | – | – | –  | 7     |
| Finlande (Uusipaavalniemi) | – | – | – | – | – | – | – | – | – | –  | 5     |

### Match 2
| Équipes                 | 1 | 2 | 3 | 4 | 5 | 6 | 7 | 8 | 9 | 10 | Total |
| ----------------------- | - | - | - | - | - | - | - | - | - | -- | ----- |
| États-Unis (Somerville) | – | – | – | – | – | – | – | – | – | –  | 4     |
| Écosse (McMillan)       | – | – | – | – | – | – | – | – | – | –  | 7     |

| Équipes                    | 1 | 2 | 3 | 4 | 5 | 6 | 7 | 8 | 9 | 10 | Total |
| -------------------------- | - | - | - | - | - | - | - | - | - | -- | ----- |
| Finlande (Uusipaavalniemi) | – | – | – | – | – | – | – | – | – | –  | 10    |
| Norvège (Trulsen)          | – | – | – | – | – | – | – | – | – | –  | 7     |

| Équipes            | 1 | 2 | 3 | 4 | 5 | 6 | 7 | 8 | 9 | 10 | Total |
| ------------------ | - | - | - | - | - | - | - | - | - | -- | ----- |
| Suède (Carlsén)    | – | – | – | – | – | – | – | – | – | –  | 6     |
| Danemark (Schmidt) | – | – | – | – | – | – | – | – | – | –  | 7     |

| Équipes            | 1 | 2 | 3 | 4 | 5 | 6 | 7 | 8 | 9 | 10 | Total |
| ------------------ | - | - | - | - | - | - | - | - | - | -- | ----- |
| Suisse (Hürlimann) | – | – | – | – | – | – | – | – | – | –  | 4     |
| Canada (Stoughton) | – | – | – | – | – | – | – | – | – | –  | 9     |

| Équipes                   | 1 | 2 | 3 | 4 | 5 | 6 | 7 | 8 | 9 | 10 | Total |
| ------------------------- | - | - | - | - | - | - | - | - | - | -- | ----- |
| Allemagne (Kapp)          | – | – | – | – | – | – | – | – | – | –  | 7     |
| Nouvelle-Zélande (Becker) | – | – | – | – | – | – | – | – | – | –  | 6     |

### Match 3
| Équipes           | 1 | 2 | 3 | 4 | 5 | 6 | 7 | 8 | 9 | 10 | Total |
| ----------------- | - | - | - | - | - | - | - | - | - | -- | ----- |
| Norvège (Trulsen) | – | – | – | – | – | – | – | – | – | –  | 7     |
| Suède (Carlsén)   | – | – | – | – | – | – | – | – | – | –  | 6     |

| Équipes                   | 1 | 2 | 3 | 4 | 5 | 6 | 7 | 8 | 9 | 10 | Total |
| ------------------------- | - | - | - | - | - | - | - | - | - | -- | ----- |
| Suisse (Hürlimann)        | – | – | – | – | – | – | – | – | – | –  | 10    |
| Nouvelle-Zélande (Becker) | – | – | – | – | – | – | – | – | – | –  | 4     |

| Équipes            | 1 | 2 | 3 | 4 | 5 | 6 | 7 | 8 | 9 | 10 | Total |
| ------------------ | - | - | - | - | - | - | - | - | - | -- | ----- |
| Écosse (McMillan)  | – | – | – | – | – | – | – | – | – | –  | 5     |
| Canada (Stoughton) | – | – | – | – | – | – | – | – | – | –  | 6     |

| Équipes                    | 1 | 2 | 3 | 4 | 5 | 6 | 7 | 8 | 9 | 10 | Total |
| -------------------------- | - | - | - | - | - | - | - | - | - | -- | ----- |
| Finlande (Uusipaavalniemi) | – | – | – | – | – | – | – | – | – | –  | 1     |
| Allemagne (Kapp)           | – | – | – | – | – | – | – | – | – | –  | 11    |

| Équipes                 | 1 | 2 | 3 | 4 | 5 | 6 | 7 | 8 | 9 | 10 | Total |
| ----------------------- | - | - | - | - | - | - | - | - | - | -- | ----- |
| Danemark (Schmidt)      | – | – | – | – | – | – | – | – | – | –  | 6     |
| États-Unis (Somerville) | – | – | – | – | – | – | – | – | – | –  | 7     |

### Match 4
| Équipes            | 1 | 2 | 3 | 4 | 5 | 6 | 7 | 8 | 9 | 10 | Total |
| ------------------ | - | - | - | - | - | - | - | - | - | -- | ----- |
| Allemagne (Kapp)   | – | – | – | – | – | – | – | – | – | –  | 5     |
| Danemark (Schmidt) | – | – | – | – | – | – | – | – | – | –  | 6     |

| Équipes            | 1 | 2 | 3 | 4 | 5 | 6 | 7 | 8 | 9 | 10 | Total |
| ------------------ | - | - | - | - | - | - | - | - | - | -- | ----- |
| Canada (Stoughton) | – | – | – | – | – | – | – | – | – | –  | 8     |
| Suède (Carlsén)    | – | – | – | – | – | – | – | – | – | –  | 3     |

| Équipes                    | 1 | 2 | 3 | 4 | 5 | 6 | 7 | 8 | 9 | 10 | Total |
| -------------------------- | - | - | - | - | - | - | - | - | - | -- | ----- |
| États-Unis (Somerville)    | – | – | – | – | – | – | – | – | – | –  | 4     |
| Finlande (Uusipaavalniemi) | – | – | – | – | – | – | – | – | – | –  | 2     |

| Équipes            | 1 | 2 | 3 | 4 | 5 | 6 | 7 | 8 | 9 | 10 | Total |
| ------------------ | - | - | - | - | - | - | - | - | - | -- | ----- |
| Écosse (McMillan)  | – | – | – | – | – | – | – | – | – | –  | 10    |
| Suisse (Hürlimann) | – | – | – | – | – | – | – | – | – | –  | 7     |

| Équipes                   | 1 | 2 | 3 | 4 | 5 | 6 | 7 | 8 | 9 | 10 | Total |
| ------------------------- | - | - | - | - | - | - | - | - | - | -- | ----- |
| Nouvelle-Zélande (Becker) | – | – | – | – | – | – | – | – | – | –  | 6     |
| Norvège (Trulsen)         | – | – | – | – | – | – | – | – | – | –  | 10    |

### Match 5
| Équipes                    | 1 | 2 | 3 | 4 | 5 | 6 | 7 | 8 | 9 | 10 | Total |
| -------------------------- | - | - | - | - | - | - | - | - | - | -- | ----- |
| Suisse (Hürlimann)         | – | – | – | – | – | – | – | – | – | –  | 8     |
| Finlande (Uusipaavalniemi) | – | – | – | – | – | – | – | – | – | –  | 5     |

| Équipes                   | 1 | 2 | 3 | 4 | 5 | 6 | 7 | 8 | 9 | 10 | Total |
| ------------------------- | - | - | - | - | - | - | - | - | - | -- | ----- |
| Nouvelle-Zélande (Becker) | – | – | – | – | – | – | – | – | – | –  | 3     |
| Danemark (Schmidt)        | – | – | – | – | – | – | – | – | – | –  | 0     |

| Équipes            | 1 | 2 | 3 | 4 | 5 | 6 | 7 | 8 | 9 | 10 | Total |
| ------------------ | - | - | - | - | - | - | - | - | - | -- | ----- |
| Canada (Stoughton) | – | – | – | – | – | – | – | – | – | –  | 9     |
| Norvège (Trulsen)  | – | – | – | – | – | – | – | – | – | –  | 6     |

| Équipes                 | 1 | 2 | 3 | 4 | 5 | 6 | 7 | 8 | 9 | 10 | Total |
| ----------------------- | - | - | - | - | - | - | - | - | - | -- | ----- |
| États-Unis (Somerville) | – | – | – | – | – | – | – | – | – | –  | 7     |
| Suède (Carlsén)         | – | – | – | – | – | – | – | – | – | –  | 10    |

| Équipes           | 1 | 2 | 3 | 4 | 5 | 6 | 7 | 8 | 9 | 10 | Total |
| ----------------- | - | - | - | - | - | - | - | - | - | -- | ----- |
| Écosse (McMillan) | – | – | – | – | – | – | – | – | – | –  | 6     |
| Allemagne (Kapp)  | – | – | – | – | – | – | – | – | – | –  | 5     |

### Match 6
| Équipes                 | 1 | 2 | 3 | 4 | 5 | 6 | 7 | 8 | 9 | 10 | Total |
| ----------------------- | - | - | - | - | - | - | - | - | - | -- | ----- |
| Canada (Stoughton)      | – | – | – | – | – | – | – | – | – | –  | 7     |
| États-Unis (Somerville) | – | – | – | – | – | – | – | – | – | –  | 4     |

| Équipes                    | 1 | 2 | 3 | 4 | 5 | 6 | 7 | 8 | 9 | 10 | Total |
| -------------------------- | - | - | - | - | - | - | - | - | - | -- | ----- |
| Écosse (McMillan)          | – | – | – | – | – | – | – | – | – | –  | 3     |
| Finlande (Uusipaavalniemi) | – | – | – | – | – | – | – | – | – | –  | 8     |

| Équipes                   | 1 | 2 | 3 | 4 | 5 | 6 | 7 | 8 | 9 | 10 | Total |
| ------------------------- | - | - | - | - | - | - | - | - | - | -- | ----- |
| Nouvelle-Zélande (Becker) | – | – | – | – | – | – | – | – | – | –  | 3     |
| Suède (Carlsén)           | – | – | – | – | – | – | – | – | – | –  | 8     |

| Équipes           | 1 | 2 | 3 | 4 | 5 | 6 | 7 | 8 | 9 | 10 | Total |
| ----------------- | - | - | - | - | - | - | - | - | - | -- | ----- |
| Allemagne (Kapp)  | – | – | – | – | – | – | – | – | – | –  | 4     |
| Norvège (Trulsen) | – | – | – | – | – | – | – | – | – | –  | 5     |

| Équipes            | 1 | 2 | 3 | 4 | 5 | 6 | 7 | 8 | 9 | 10 | Total |
| ------------------ | - | - | - | - | - | - | - | - | - | -- | ----- |
| Suisse (Hürlimann) | – | – | – | – | – | – | – | – | – | –  | 6     |
| Danemark (Schmidt) | – | – | – | – | – | – | – | – | – | –  | 5     |

### Match 7
| Équipes                   | 1 | 2 | 3 | 4 | 5 | 6 | 7 | 8 | 9 | 10 | Total |
| ------------------------- | - | - | - | - | - | - | - | - | - | -- | ----- |
| Écosse (McMillan)         | – | – | – | – | – | – | – | – | – | –  | 6     |
| Nouvelle-Zélande (Becker) | – | – | – | – | – | – | – | – | – | –  | 5     |

| Équipes                 | 1 | 2 | 3 | 4 | 5 | 6 | 7 | 8 | 9 | 10 | Total |
| ----------------------- | - | - | - | - | - | - | - | - | - | -- | ----- |
| Norvège (Trulsen)       | – | – | – | – | – | – | – | – | – | –  | 7     |
| États-Unis (Somerville) | – | – | – | – | – | – | – | – | – | –  | 8     |

| Équipes            | 1 | 2 | 3 | 4 | 5 | 6 | 7 | 8 | 9 | 10 | Total |
| ------------------ | - | - | - | - | - | - | - | - | - | -- | ----- |
| Suisse (Hürlimann) | – | – | – | – | – | – | – | – | – | –  | 5     |
| Allemagne (Kapp)   | – | – | – | – | – | – | – | – | – | –  | 4     |

| Équipes            | 1 | 2 | 3 | 4 | 5 | 6 | 7 | 8 | 9 | 10 | Total |
| ------------------ | - | - | - | - | - | - | - | - | - | -- | ----- |
| Canada (Stoughton) | – | – | – | – | – | – | – | – | – | –  | 11    |
| Danemark (Schmidt) | – | – | – | – | – | – | – | – | – | –  | 4     |

| Équipes                    | 1 | 2 | 3 | 4 | 5 | 6 | 7 | 8 | 9 | 10 | Total |
| -------------------------- | - | - | - | - | - | - | - | - | - | -- | ----- |
| Finlande (Uusipaavalniemi) | – | – | – | – | – | – | – | – | – | –  | 7     |
| Suède (Carlsén)            | – | – | – | – | – | – | – | – | – | –  | 4     |

### Match 8
| Équipes            | 1 | 2 | 3 | 4 | 5 | 6 | 7 | 8 | 9 | 10 | Total |
| ------------------ | - | - | - | - | - | - | - | - | - | -- | ----- |
| Danemark (Schmidt) | – | – | – | – | – | – | – | – | – | –  | 1     |
| Norvège (Trulsen)  | – | – | – | – | – | – | – | – | – | –  | 9     |

| Équipes            | 1 | 2 | 3 | 4 | 5 | 6 | 7 | 8 | 9 | 10 | Total |
| ------------------ | - | - | - | - | - | - | - | - | - | -- | ----- |
| Allemagne (Kapp)   | – | – | – | – | – | – | – | – | – | –  | 9     |
| Canada (Stoughton) | – | – | – | – | – | – | – | – | – | –  | 4     |

| Équipes                    | 1 | 2 | 3 | 4 | 5 | 6 | 7 | 8 | 9 | 10 | Total |
| -------------------------- | - | - | - | - | - | - | - | - | - | -- | ----- |
| Finlande (Uusipaavalniemi) | – | – | – | – | – | – | – | – | – | –  | 7     |
| Nouvelle-Zélande (Becker)  | – | – | – | – | – | – | – | – | – | –  | 4     |

| Équipes           | 1 | 2 | 3 | 4 | 5 | 6 | 7 | 8 | 9 | 10 | Total |
| ----------------- | - | - | - | - | - | - | - | - | - | -- | ----- |
| Suède (Carlsén)   | – | – | – | – | – | – | – | – | – | –  | 6     |
| Écosse (McMillan) | – | – | – | – | – | – | – | – | – | –  | 8     |

| Équipes                 | 1 | 2 | 3 | 4 | 5 | 6 | 7 | 8 | 9 | 10 | Total |
| ----------------------- | - | - | - | - | - | - | - | - | - | -- | ----- |
| États-Unis (Somerville) | – | – | – | – | – | – | – | – | – | –  | 11    |
| Suisse (Hürlimann)      | – | – | – | – | – | – | – | – | – | –  | 4     |

### Match 9
| Équipes                   | 1 | 2 | 3 | 4 | 5 | 6 | 7 | 8 | 9 | 10 | Total |
| ------------------------- | - | - | - | - | - | - | - | - | - | -- | ----- |
| Nouvelle-Zélande (Becker) | – | – | – | – | – | – | – | – | – | –  | 6     |
| Canada (Stoughton)        | – | – | – | – | – | – | – | – | – | –  | 7     |

| Équipes            | 1 | 2 | 3 | 4 | 5 | 6 | 7 | 8 | 9 | 10 | Total |
| ------------------ | - | - | - | - | - | - | - | - | - | -- | ----- |
| Suède (Carlsén)    | – | – | – | – | – | – | – | – | – | –  | 4     |
| Suisse (Hürlimann) | – | – | – | – | – | – | – | – | – | –  | 7     |

| Équipes                 | 1 | 2 | 3 | 4 | 5 | 6 | 7 | 8 | 9 | 10 | Total |
| ----------------------- | - | - | - | - | - | - | - | - | - | -- | ----- |
| Allemagne (Kapp)        | – | – | – | – | – | – | – | – | – | –  | 5     |
| États-Unis (Somerville) | – | – | – | – | – | – | – | – | – | –  | 7     |

| Équipes                    | 1 | 2 | 3 | 4 | 5 | 6 | 7 | 8 | 9 | 10 | Total |
| -------------------------- | - | - | - | - | - | - | - | - | - | -- | ----- |
| Danemark (Schmidt)         | – | – | – | – | – | – | – | – | – | –  | 6     |
| Finlande (Uusipaavalniemi) | – | – | – | – | – | – | – | – | – | –  | 5     |

| Équipes           | 1 | 2 | 3 | 4 | 5 | 6 | 7 | 8 | 9 | 10 | Total |
| ----------------- | - | - | - | - | - | - | - | - | - | -- | ----- |
| Norvège (Trulsen) | – | – | – | – | – | – | – | – | – | –  | 3     |
| Écosse (McMillan) | – | – | – | – | – | – | – | – | – | –  | 8     |

### Tie-break

#### Tie break 1
| Équipes            | 1 | 2 | 3 | 4 | 5 | 6 | 7 | 8 | 9 | 10 | Total |
| ------------------ | - | - | - | - | - | - | - | - | - | -- | ----- |
| Suisse (Hürlimann) | – | – | – | – | – | – | – | – | – | –  | 7     |
| Danemark (Schmidt) | – | – | – | – | – | – | – | – | – | –  | 4     |

#### Tie break 2
| Équipes            | 1 | 2 | 3 | 4 | 5 | 6 | 7 | 8 | 9 | 10 | Total |
| ------------------ | - | - | - | - | - | - | - | - | - | -- | ----- |
| Suisse (Hürlimann) | – | – | – | – | – | – | – | – | – | –  | 5     |
| Norvège (Trulsen)  | – | – | – | – | – | – | – | – | – | –  | 4     |

### Playoffs
|  | Demi-finales | Demi-finales |        |   | Finale | Finale |
|  | Demi-finales | Demi-finales |        |   | Finale | Finale |
|  |              |              |        |   |        |        |
|  |              |              |        |   |        |        |
|  |              |              |        |   |        |        |
|  | Canada       | 8            |        |   |        |        |
|  | Canada       | 8            |        |   |        |        |
|  | Suisse       | 5            |        |   |        |        |
|  | Suisse       | 5            | Écosse | 6 |        |        |
|  |              |              | Écosse | 6 |        |        |
|  |              | Canada       | 5      |   |        |        |
|  | Écosse       | Canada       | 5      | 6 |        |        |
|  | Écosse       |              |        | 6 |        |        |
|  | États-Unis   | 4            |        |   |        |        |
|  | États-Unis   | 4            |        |   |        |        |

|  | Médaille de Bronze |            |   |
|  |                    |            |   |
|  | États-Unis         | États-Unis | 3 |
|  | Suisse             | Suisse     | 8 |

#### Finale
| Équipes            | 1 | 2 | 3 | 4 | 5 | 6 | 7 | 8 | 9 | 10 | 11 | Total |
| ------------------ | - | - | - | - | - | - | - | - | - | -- | -- | ----- |
| Canada (Stoughton) | 0 | 1 | 0 | 0 | 1 | 0 | 1 | 0 | 0 | 2  | 0  | 5     |
| Écosse (McMillan)  | 1 | 0 | 1 | 0 | 0 | 2 | 0 | 1 | 0 | 0  | 1  | 6     |

| Champion du monde de curling 1999 |
| --------------------------------- |
| Écosse 3e titre                   |